# Josefa Inés Paulín de la Peña
Josefa Inés Paulín de la Peña o Maria Josefa Paulín i de la Peña o Josefa Paulín de la Peña (Cullera, 28 de gener de 1825 - París, 1 d'octubre de 1895) fou una aristòcrata valenciana, de família d'origen francès, comtessa de Ripalda, forta i emprenedora i de bona posició econòmica i membre d'una important família de la història contemporània de la ciutat de València, filla de Mariana Peña Sánchez i l'indià i militar d'ultramar Roque Paulín Quijano.
Va contraure matrimoni en primeres núpcies amb Antonio Maria Romrée Cebrián (1807 - 1855), Comte de Romrée, títol nobiliari procedent de Bèlgica, i l'any 1857 en segones amb José Joaquín Agulló Ramón (1810 - 1876), Baró de Tamarit, Marqués de Campo Salinas i VI Comte de Ripalda, de qui enviudarà en 1876. Després de la mort del seu marit va promoure a València la construcció de galeria comercial d'estil europeu passatge de Ripalda.
L'any 1885 va construir-se en un d'ells horts que la família posseïa entre els Jardins del Real i l'Albereda un castell, el Palau de Ripalda, la beneficiària del qual seria la seua filla María Dolores Agulló i Paulín (1866 - 1942).